# Xã Sicily, Quận Gage, Nebraska
Xã Sicily (tiếng Anh: Sicily Township) là một xã thuộc quận Gage, tiểu bang Nebraska, Hoa Kỳ. Năm 2010, dân số của xã này là 193 người.